# Pel-et-Der
Pel-et-Der – miejscowość i gmina we Francji, w regionie Grand Est, w departamencie Aube.
Według danych na rok 1990 gminę zamieszkiwało 138 osób, a gęstość zaludnienia wynosiła 10 osób/km².

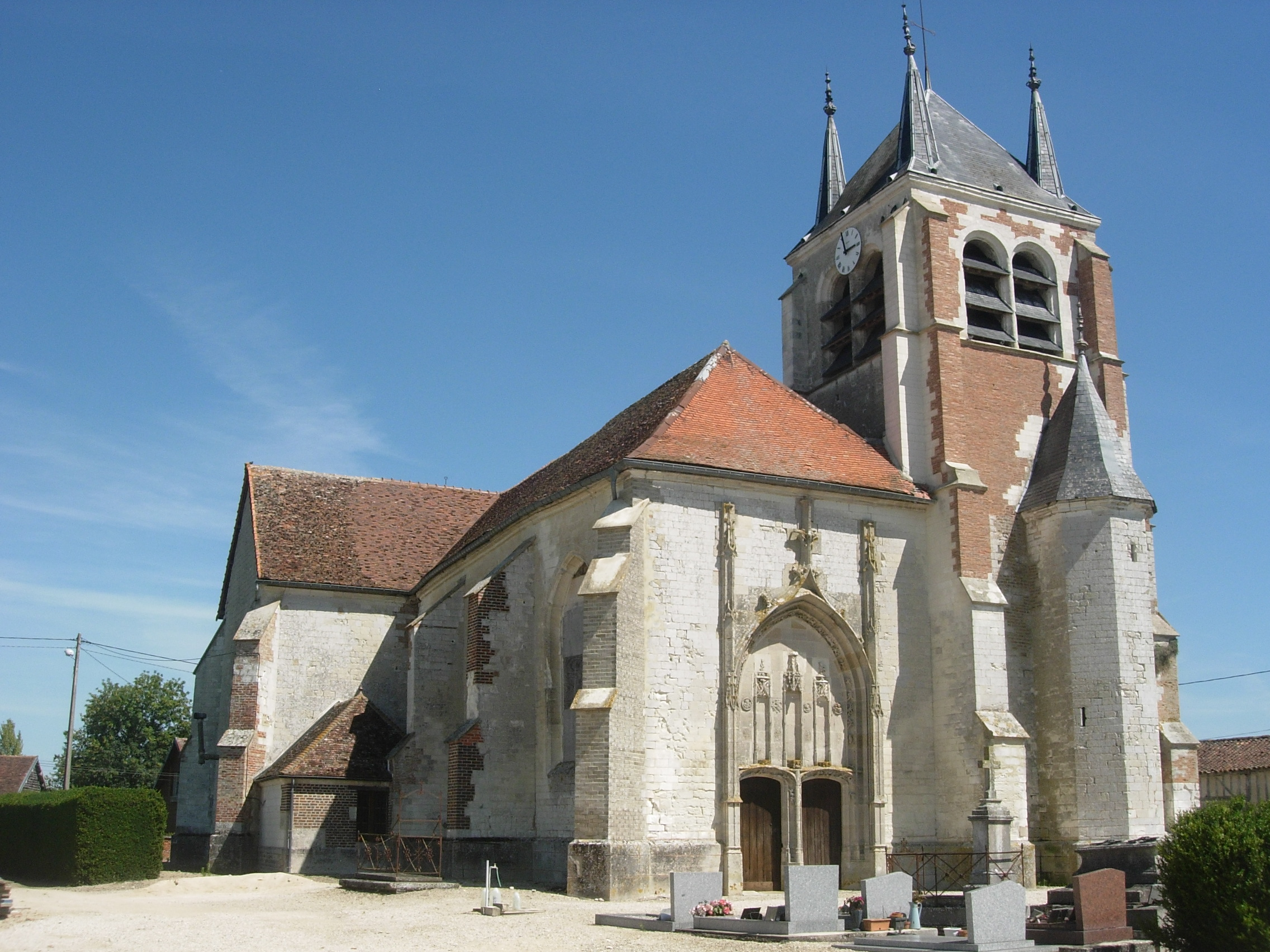
Kościół w Pel-et-Der, 2011